# UFC 304
UFC 304: Edwards vs. Muhammad 2 — турнир по смешанным единоборствам, организованный Ultimate Fighting Championship, который был проведён 27 июля 2024 года на спортивной арене «Co-op Live» в городе Манчестер, Англия.

## Подготовка турнира
Этот турнир станет пятым мероприятием организации в Манчестере, где в последний раз проводился турнир UFC 204 в октябре 2016 года.

### Главные события турнира
В качестве заглавного события запланирован бой-реванш за титул чемпиона UFC в полусреднем весе, в котором должны встретиться действующий чемпион британец ямайского происхождения Леон Эдвардс и претендент на титул американец палестинского происхождения Белал Мухаммад (#2 в рейтинге). Ранее бойцы встречались в марте 2021 года на турнире UFC Fight Night: Эдвардс vs. Мухаммад. Первый поединок был признан несостоявшимся после того, как Мухаммад получил от Эдвардса непреднамеренный тычок пальцем в глаз и не смог продолжить бой.
| Заглавное событие - Полусредний вес - Бой за титул чемпиона | Заглавное событие - Полусредний вес - Бой за титул чемпиона | Заглавное событие - Полусредний вес - Бой за титул чемпиона |
| --- | --- | ----------------------------------------------------------- |
| Леон Эдвардс | | Белал Мухаммад                                              |
| LEON EDWARDS "Rocky" (Рокки) 32 года (25.08.1991) Рост 188 см, размах рук 188 см, вес 77,1 кг Гражданство: Происхождение: Место рождения: Кингстон, Ямайка Представляет: Бирмингем, Англия, Великобритания "Team Renegade BGG & MMA" Дебют в UFC - 08.11.2014 (с рекордом 8-1) Бонусы "Perfomance of the Night" (2) Действующий чемпион UFC в полусреднем весе (08.2022-н.в., защиты 2/2) Чемпион ВАММА в полусреднем весе (2014, защиты 1/1) | BELAL MUHAMMAD "Remember the Name" (Запомни имя) 36 лет (09.07.1988) Рост 180 см, размах рук 183 см, вес 76,7 кг Гражданство: Происхождение: Место рождения: Чикаго, Иллинойс, США Представляет: Чикаго, Иллинойс, США "Chicago Fight Team" Дебют в UFC - 07.07.2016 (с рекордом 9-0) Бонусы "Fight of the Night" (1) / "Perfomance of the Night" (2) Претендент на титул чемпиона UFC в полусреднем весе Чемпион Titan FC в полусреднем весе (2016) |                                                             |
| Последние бои: 16.12.2023, Колби Ковингтон (#3), UDEC 18.03.2023, Камару Усман (#1), MDEC 20.08.2022, Камару Усман (ч), KO5 12.06.2021, Нейт Диас, UDEC 13.03.2021, Белал Мухаммад (#13), NC | Последние бои: UDEC, Гилберт Бёрнс (#5), 06.05.2023 TKO2, Шон Брэди (#8), 22.10.2022 UDEC, Висенте Луке (#5), 16.04.2022 UDEC, Стивен Томпсон (#5), 18.12.2021 UDEC, Демиан Майя (#8), 12.06.2021 |                                                             |

В качестве соглавного события запланирован бой-реванш за титул временного чемпиона UFC в тяжёлом весе, в котором должны встретиться действующий обладатель титула англичанин Том Аспиналл и претендент на титул американец Кёртис Блейдс (#4 в рейтинге). Ранее бойцы встречались в июле 2022 года на турнире UFC Fight Night: Блейдс vs. Аспиналл. Первый поединок закончился победой Блейдса техническим нокаутом в 1-м раунде после того, как Аспиналл получил травму колена (разрыв крестообразных связок) и не смог продолжить бой.
| Соглавное событие - Тяжёлый вес - Бой за титул временного чемпиона | Соглавное событие - Тяжёлый вес - Бой за титул временного чемпиона | Соглавное событие - Тяжёлый вес - Бой за титул временного чемпиона |
| --- | --- | ------------------------------------------------------------------ |
| Том Аспиналл | | Кёртис Блейдс                                                      |
| THOMAS PAUL ASPINALL - 31 год (11.04.1993) Рост 196 см, размах рук 198 см, вес 113,9 кг Гражданство: Происхождение: Место рождения: Солфорд, Большой Манчестер, Англия Представляет: Атертон, Большой Манчестер, Англия "Team Kaobon" / "Aspinall BJJ" Дебют в UFC - 25.07.2020 (с рекордом 7-2) Бонусы "Perfomance of the Night" (6) Действующий временный чемпион UFC в тяжёлом весе (11.2023-н.в.) | CURTIS LIONELL BLAYDES "Razor" (Бритва) 36 лет (09.07.1988) Рост 193 см, размах рук 203 см, вес 116,1 кг Гражданство: Происхождение: Место рождения: Нейпервилл, Иллинойс, США Представляет: Чикаго, Иллинойс, США "Elevation Fight Team" Дебют в UFC - 10.04.2016 (с рекордом 5-0) Бонусы "Perfomance of the Night" (4) Претендент на титул временного чемпиона UFC в тяжёлом весе |                                                                    |
| Последние бои: 11.11.2023, Серей Павлович (#2), KO1 22.07.2023, Марчин Тыбура (#10), TKO1 23.07.2022, Кёртис Блейдс (#4), TKO1 19.03.2022, Александр Волков (#6), SUB1 04.09.2021, Сергей Спивак (#14), TKO1 | Последние бои: KO2, Жаилтон Алмейда (#7), 09.03.2024 TKO1, Сергей Павлович (#3), 22.04.2023 TKO1, Том Аспиналл (#6), 23.07.2022 TKO2, Крис Докас (#9), 26.03.2022 UDEC, Жаирзиньо Розенстрайк (#6), 25.09.2021 |                                                                    |

### Анонсированные бои
| Бой | Весовая категория    | Участники боёв и их статистика перед боем (рекорд ММА / рекорд UFC / серия) | Участники боёв и их статистика перед боем (рекорд ММА / рекорд UFC / серия) | Участники боёв и их статистика перед боем (рекорд ММА / рекорд UFC / серия) | Участники боёв и их статистика перед боем (рекорд ММА / рекорд UFC / серия) | Участники боёв и их статистика перед боем (рекорд ММА / рекорд UFC / серия) | Участники боёв и их статистика перед боем (рекорд ММА / рекорд UFC / серия) | Участники боёв и их статистика перед боем (рекорд ММА / рекорд UFC / серия) | Участники боёв и их статистика перед боем (рекорд ММА / рекорд UFC / серия) | Участники боёв и их статистика перед боем (рекорд ММА / рекорд UFC / серия) | Участники боёв и их статистика перед боем (рекорд ММА / рекорд UFC / серия) | Участники боёв и их статистика перед боем (рекорд ММА / рекорд UFC / серия) | Участники боёв и их статистика перед боем (рекорд ММА / рекорд UFC / серия) |
|     |                      | Главный кард (Main Card, PPV)                                               |                                                                             |                                                                             |                                                                             |                                                                             |                                                                             |                                                                             |                                                                             |                                                                             |                                                                             |                                                                             |                                                                             |
| 1   | Полусредний вес      | Леон Эдвардс Leon "Rocky" Edwards                                           | Ч                                                                           | 22-3 (1)                                                                    | 14-2 (1)                                                                    | +12                                                                         | vs.                                                                         | Белал Мухаммад Belal "Remember the Name" Muhammad                           | #2                                                                          | 23-3 (1)                                                                    | 14-3 (1)                                                                    | +9                                                                          | [ 6 ]                                                                       |
| 2   | Тяжёлый вес          | Том Аспиналл Tom Aspinall                                                   | ВЧ                                                                          | 14-3                                                                        | 7-1                                                                         | +2                                                                          | vs.                                                                         | Кёртис Блейдс Curtis "Razor" Blaydes                                        | #4 exT(2)                                                                   | 18-4 (1)                                                                    | 13-4 (1)                                                                    | +1                                                                          | [ 7 ]                                                                       |
| 3   | Лёгкий вес           | Бобби Грин Bobby "King" Green                                               | #15 exT(7), SF                                                              | 32-15-1 (1)                                                                 | 13-10-1 (1)                                                                 | +1                                                                          | vs.                                                                         | Пэдди Пимблетт Paddy "The Baddy" Pimblett                                   |                                                                             | 21-3                                                                        | 5-0                                                                         | +7                                                                          | [ 8 ]                                                                       |
| 4   | Средний вес          | Кристиан Лерой Данкан "CLD" Christian Leroy Duncan                          |                                                                             | 10-1                                                                        | 3-1                                                                         | +2                                                                          | vs.                                                                         | Грегори Родригес▲ Gregory "Robocop" Rodrigues                               | CS                                                                          | 15-5                                                                        | 6-2                                                                         | +2                                                                          | [ 9 ]                                                                       |
| 5   | Полулёгкий вес       | Арнольд Аллен Arnold "Almighty" Allen                                       | #6 exT(3)                                                                   | 19-3                                                                        | 10-2                                                                        | -2                                                                          | vs.                                                                         | Гига Чикадзе Giga "Ninja" Chikadze                                          | #9 exT(7), CS                                                               | 15-3                                                                        | 8-1                                                                         | +1                                                                          | [ 10 ]                                                                      |
|     |                      | Предварительный кард (Prelims, ESPN2/ESPN+)                                 |                                                                             |                                                                             |                                                                             |                                                                             |                                                                             |                                                                             |                                                                             |                                                                             |                                                                             |                                                                             |                                                                             |
| 6   | Полулёгкий вес       | Натаниэль Вуд Nathaniel "The Prospect" Wood                                 |                                                                             | 19-6                                                                        | 7-3                                                                         | -1                                                                          | vs.                                                                         | Дэниел Пинеда Daniel "The Pit" Pineda                                       |                                                                             | 28-15 (3)                                                                   | 5-6 (1)                                                                     | -1                                                                          | [ 11 ]                                                                      |
| 7   | Жен. минимальный вес | Молли Маккэнн Molly "Meatball" McCann                                       | exT(14)                                                                     | 14-6                                                                        | 7-5                                                                         | +1                                                                          | vs.                                                                         | Бруна Бразил Bruna "The Special One" Brasil                                 | CS                                                                          | 9-4-1                                                                       | 1-2                                                                         | -1                                                                          | [ 12 ]                                                                      |
| 8   | Легчайший вес        | Джейк Хадли▲ Jake "White Kong" Hadley                                       | CS                                                                          | 10-3                                                                        | 2-3                                                                         | -2                                                                          | vs.                                                                         | Кэлан Логран Caolán "The Don" Loughran                                      |                                                                             | 9-1                                                                         | 1-1                                                                         | +1                                                                          | [ 13 ]                                                                      |
| 9   | Наилегчайший вес     | Мухаммад Мокаев Muhammad "The Punisher" Mokaev                              | #6                                                                          | 12-0 (1)                                                                    | 6-0                                                                         | +12                                                                         | vs.                                                                         | Манэл Капе Manel "Starboy" Kape                                             | #7 exT(6)                                                                   | 19-6                                                                        | 4-2                                                                         | +4                                                                          | [ 14 ]                                                                      |
|     |                      | Ранний предварительный кард (Early Prelims, ESPN+)                          |                                                                             |                                                                             |                                                                             |                                                                             |                                                                             |                                                                             |                                                                             |                                                                             |                                                                             |                                                                             |                                                                             |
| 10  | Полусредний вес      | Обан Эллиотт Oban "The Welsh Gangster" Elliott                              | CS                                                                          | 10-2                                                                        | 1-0                                                                         | +6                                                                          | vs.                                                                         | Престон Парсонс Preston "Pressure" Parsons                                  |                                                                             | 11-4                                                                        | 2-2                                                                         | +1                                                                          | [ 15 ]                                                                      |
| 11  | Полутяжёлый вес      | Модестас Букаускас Modestas "The Baltic Gladiator" Bukauskas                |                                                                             | 15-6                                                                        | 3-4                                                                         | -1                                                                          | vs.                                                                         | Марчин Прахнё Marcin Prachnio                                               |                                                                             | 17-7                                                                        | 4-5                                                                         | +1                                                                          | [ 16 ]                                                                      |
| 12  | Полусредний вес      | Сэм Паттерсон Sam "The Future" Patterson                                    | CS                                                                          | 11-2-1                                                                      | 1-1                                                                         | +1                                                                          | vs.                                                                         | Кифер Кросби Kiefer "BDK" Crosbie                                           |                                                                             | 10-4                                                                        | 0-1                                                                         | -1                                                                          | [ 17 ]                                                                      |
| 13  | Тяжёлый вес          | Мик Паркин Mick Parkin                                                      | CS                                                                          | 9-0                                                                         | 3-0                                                                         | +9                                                                          | vs.                                                                         | Лукаш Бржеский Lukasz "The Bull" Brzeski                                    | CS                                                                          | 9-4-1 (1)                                                                   | 1-3                                                                         | +1                                                                          | [ 18 ]                                                                      |
| 14  | Жен. минимальный вес | Шона Бэннон Shauna "Mama B" Bannon                                          |                                                                             | 5-1                                                                         | 0-1                                                                         | -1                                                                          | vs.                                                                         | Аличе Арделян▲ Alice Ardelean                                               | д                                                                           | 9-5                                                                         | -                                                                           | +7                                                                          | [ 19 ]                                                                      |
|     |                      | Отменённые бои                                                              |                                                                             |                                                                             |                                                                             |                                                                             |                                                                             |                                                                             |                                                                             |                                                                             |                                                                             |                                                                             |                                                                             |
|     | Средний вес          | Кристиан Лерой Данкан "CLD" Christian Leroy Duncan                          |                                                                             | 10-1                                                                        | 3-1                                                                         | +2                                                                          | vs.                                                                         | Роберт Брычек▼ Robert Bryczek                                               |                                                                             | 17-6                                                                        | 0-1                                                                         | -1                                                                          | [ 20 ]                                                                      |
|     | Жен. минимальный вес | Шона Бэннон Shauna "Mama B" Bannon                                          |                                                                             | 5-1                                                                         | 0-1                                                                         | -1                                                                          | vs.                                                                         | Равена Оливейра▼ Ravena "Kenoudy" Oliveira                                  |                                                                             | 7-2-1                                                                       | 0-1                                                                         | -1                                                                          | [ 21 ]                                                                      |
|     | Легчайший вес        | Кэлан Логран Caolán "The Don" Loughran                                      |                                                                             | 9-1                                                                         | 1-1                                                                         | +1                                                                          | vs.                                                                         | Рамон Таверас▼ Ramon "The Savage" Taveras                                   | CS                                                                          | 10-2                                                                        | 1-0                                                                         | +2                                                                          | [ 22 ]                                                                      |

Условные обозначения: #5 (1) — текущее (лучшее) место бойца в рейтинге, exЧ(В) — бывший чемпион (временный), exП(В) — бывший претендент на титул чемпиона (временного), exТ(3) — боец входил в рейтинг Топ-15 (лучшее место в рейтинге), д — дебютант, CS — боец участвовал в Претендентской серии Дэйны Уайта, RTU — боец участвовал в шоу Road To UFC, TUF — боец участвовал в шоу The Ultimate Fighter, TUF(W/F) — боец являлся победителем/финалистом The Ultimate Fighter, WEC/SF — боец выступал в WEC или Strikeforce до объединения этих организаций с UFC.

## Церемония взвешивания
Результаты официальной церемонии взвешивания бойцов перед турниром.
| Весовая категория и допустимый лимит в фунтах | Весовая категория и допустимый лимит в фунтах | Участники боёв и их вес в фунтах | Участники боёв и их вес в фунтах | Участники боёв и их вес в фунтах | Участники боёв и их вес в фунтах |
| --------------------------------------------- | --------------------------------------------- | -------------------------------- | -------------------------------- | -------------------------------- | -------------------------------- |
| Полусредний вес (бой за титул)                | 170                                           | Леон Эдвардс                     | 170                              | Белал Мухаммад                   | 169                              |
| Тяжёлый вес (бой за титул)                    | 265                                           | Том Аспиналл                     | 251                              | Кёртис Блейдс                    | 256                              |
| Лёгкий вес                                    | 155 (+1)                                      | Бобби Грин                       | 154,5                            | Пэдди Пимблетт                   | 156                              |
| Средний вес                                   | 185 (+1)                                      | Кристиан Лерой Данкан            | 185                              | Грегори Родригес                 | 185                              |
| Полулёгкий вес                                | 145 (+1)                                      | Арнольд Аллен                    | 145                              | Гига Чикадзе                     | 146                              |
| Полулёгкий вес                                | 145 (+1)                                      | Натаниэль Вуд                    | 145                              | Дэниел Пинеда                    | 146                              |
| Минимальный вес (женщины)                     | 115 (+1)                                      | Молли Маккэнн                    | 116                              | Бруна Бразил                     | 116                              |
| Легчайший вес                                 | 135 (+1)                                      | Джейк Хадли                      | 137*                             | Кэлан Логран                     | 136                              |
| Наилегчайший вес                              | 125 (+1)                                      | Мухаммад Мокаев                  | 126                              | Манэл Капе                       | 125,5                            |
| Полусредний вес                               | 170 (+1)                                      | Обан Эллиотт                     | 170                              | Престон Парсонс                  | 169                              |
| Полутяжёлый вес                               | 205 (+1)                                      | Модестас Букаускас               | 204                              | Марчин Прахнё                    | 205                              |
| Полусредний вес                               | 170 (+1)                                      | Сэм Паттерсон                    | 170                              | Кифер Кросби                     | 171                              |
| Тяжёлый вес                                   | 265 (+1)                                      | Мик Паркин                       | 264                              | Лукаш Бржеский                   | 235                              |
| Минимальный вес (женщины)                     | 115 (+1)                                      | Шона Бэннон                      | 115                              | Аличе Арделян                    | 116                              |

[*] Джейк Хадли не смог уложиться в лимит легчайшей весовой категории (превышение составило 1 фунт) и будет оштрафован на 20% от гонорара в пользу соперника. Бой пройдёт в промежуточном весе 137 фунтов.

## Результаты турнира
В главном бою вечера Белал Мухаммад победил Леона Эдвардса единогласным решением судей и завоевал титул чемпиона UFC в полусреднем весе.
| Статистика поединка: | Статистика поединка: | Статистика поединка:                          | Статистика поединка:                          | Статистика поединка: | Статистика поединка: | Статистика поединка: | Статистика поединка: | Статистика поединка: | Статистика поединка: | Статистика поединка: | Статистика поединка: | Статистика поединка: | Статистика поединка: | Статистика поединка: | Статистика поединка: | Статистика поединка: | Статистика поединка: | Статистика поединка: |
| Участник             | Нокдауны             | Акцентрованные удары (по цели/всего/точность) | Акцентрованные удары (по цели/всего/точность) | По раундам           | По раундам           | По раундам           | По раундам           | По раундам           | По цели              | По цели              | По цели              | По позиции           | По позиции           | По позиции           | Тейкдауны            | Тейкдауны            | Контроль             | Попытка приема       |
| Участник             | Нокдауны             | Акцентрованные удары (по цели/всего/точность) | Акцентрованные удары (по цели/всего/точность) | 1Р                   | 2Р                   | 3Р                   | 4Р                   | 5Р                   | Голова               | Корпус               | Ноги                 | Дистанция            | Клинч                | Партер               | Тейкдауны            | Тейкдауны            | Контроль             | Попытка приема       |
| -------------------- | -------------------- | --------------------------------------------- | --------------------------------------------- | -------------------- | -------------------- | -------------------- | -------------------- | -------------------- | -------------------- | -------------------- | -------------------- | -------------------- | -------------------- | -------------------- | -------------------- | -------------------- | -------------------- | -------------------- |
| Леон Эдвардс         | 0                    | 47/71                                         | 66%                                           | 15/21                | 11/16                | 2/4                  | 6/10                 | 13/20                | 32/53                | 12/15                | 3/3                  | 35/58                | 6/7                  | 6/6                  | 2/2                  | 100%                 | 7:11                 | 0                    |
| Белал Мухаммад       | 0                    | 68/121                                        | 56%                                           | 17/34                | 13/22                | 4/9                  | 21/30                | 13/26                | 59/110               | 9/11                 | 0/0                  | 62/11                | 0/4                  | 6/6                  | 9/13                 | 69%                  | 12:02                | 0                    |

В соглавном бою Том Аспиналл победил Кёртиса Блейдса техническим нокаутом в 1-м раунде и защитил титул временного чемпиона UFC в тяжёлом весе.
| Статистика поединка: | Статистика поединка: | Статистика поединка:                          | Статистика поединка:                          | Статистика поединка: | Статистика поединка: | Статистика поединка: | Статистика поединка: | Статистика поединка: | Статистика поединка: | Статистика поединка: | Статистика поединка: | Статистика поединка: | Статистика поединка: | Статистика поединка: | Статистика поединка: | Статистика поединка: | Статистика поединка: | Статистика поединка: |
| Участник             | Нокдауны             | Акцентрованные удары (по цели/всего/точность) | Акцентрованные удары (по цели/всего/точность) | По раундам           | По раундам           | По раундам           | По раундам           | По раундам           | По цели              | По цели              | По цели              | По позиции           | По позиции           | По позиции           | Тейкдауны            | Тейкдауны            | Контроль             | Попытка приема       |
| Участник             | Нокдауны             | Акцентрованные удары (по цели/всего/точность) | Акцентрованные удары (по цели/всего/точность) | 1Р                   | 2Р                   | 3Р                   | 4Р                   | 5Р                   | Голова               | Корпус               | Ноги                 | Дистанция            | Клинч                | Партер               | Тейкдауны            | Тейкдауны            | Контроль             | Попытка приема       |
| -------------------- | -------------------- | --------------------------------------------- | --------------------------------------------- | -------------------- | -------------------- | -------------------- | -------------------- | -------------------- | -------------------- | -------------------- | -------------------- | -------------------- | -------------------- | -------------------- | -------------------- | -------------------- | -------------------- | -------------------- |
| Том Аспиналл         | 1                    | 14/19                                         | 73%                                           | 14/19                | -                    | -                    | -                    | -                    | 14/19                | 0/0                  | 0/0                  | 4/8                  | 0/0                  | 10/11                | 0/0                  | -                    | 0:13                 | 0                    |
| Кёртис Блейдс        | 0                    | 5/11                                          | 45%                                           | 5/11                 | -                    | -                    | -                    | -                    | 5/11                 | 0/0                  | 0/0                  | 5/11                 | 0/0                  | 0/0                  | 0/0                  | -                    | 0:00                 | 0                    |

| Бой    | Весовая категория        | Результат боя               | Результат боя      | Результат боя | Результат боя | Результат боя | Результат боя         | Результат боя | Способ победы                                    | Раунд | Время | Рефери в ринге  |
|        |                          | Главный кард                |                    |               |               |               |                       |               |                                                  |       |       |                 |
| Бой 14 | Полусредний вес          |                             | Белал Мухаммад     | #2            | поб.          |               | Леон Эдвардс          | Ч             | Единогласное решение (48–47, 48–47, 49–46)       | 5     | 5:00  | Марк Годдард    |
| Бой 13 | Тяжёлый вес              |                             | Том Аспиналл       | ВЧ            | поб.          |               | Кёртис Блейдс         | #4            | Нокаут (контр-джеб и добивание)                  | 1     | 1:00  | Марк Годдард    |
| Бой 12 | Лёгкий вес               |                             | Пэдди Пимблетт     |               | поб.          |               | Бобби Грин            | #15           | Техническая сдача, удушающий приём (треугольник) | 1     | 3:22  | Лукаш Босяцкий  |
| Бой 11 | Средний вес              |                             | Грегори Родригес   |               | поб.          |               | Кристиан Лерой Данкан |               | Единогласное решение (30–27, 30–27, 30–27)       | 3     | 5:00  | Дэниел Мовахеди |
| Бой 10 | Полулёгкий вес           |                             | Арнольд Аллен      | #6            | поб.          |               | Гига Чикадзе          | #9            | Единогласное решение (29–28, 29–28, 29–28)       | 3     | 5:00  | Марк Годдард    |
|        |                          | Предварительный кард        |                    |               |               |               |                       |               |                                                  |       |       |                 |
| Бой 9  | Полулёгкий вес           |                             | Натаниэль Вуд      |               | поб.          |               | Дэниел Пинеда         |               | Единогласное решение (29–27, 29–27, 29–28)       | 3     | 5:00  | Майк Белтран    |
| Бой 8  | Жен. минимальный вес     |                             | Бруна Бразил       |               | поб.          |               | Молли Маккэнн         |               | Единогласное решение (30–27, 30–27, 29–28)       | 3     | 5:00  | Дэниел Мовахеди |
| Бой 7  | Промежуточный вес (137)* |                             | Джейк Хадли        |               | поб.          |               | Кэлан Логран          |               | Единогласное решение (30–27, 30–27, 29–28)       | 3     | 5:00  | Лукаш Босяцкий  |
| Бой 6  | Наилегчайший вес         |                             | Мухаммад Мокаев    | #6            | поб.          |               | Манэл Капе            | #7            | Единогласное решение (29–28, 29–28, 30–27)       | 3     | 5:00  | Майк Белтран    |
|        |                          | Ранний предварительный кард |                    |               |               |               |                       |               |                                                  |       |       |                 |
| Бой 5  | Полусредний вес          |                             | Обан Эллиотт       |               | поб.          |               | Престон Парсонс       |               | Единогласное решение (29–28, 30–27, 30–27)       | 3     | 5:00  | Дэниел Мовахеди |
| Бой 4  | Полутяжёлый вес          |                             | Модестас Букаускас |               | поб.          |               | Марчин Прахнё         |               | Сдача, удушающий приём (ручной треугольник)      | 3     | 3:12  | Марк Годдард    |
| Бой 3  | Полусредний вес          |                             | Сэм Паттерсон      |               | поб.          |               | Кифер Кросби          |               | Сдача, удушающий приём (ручной треугольник)      | 1     | 2:50  | Лукаш Босяцкий  |
| Бой 2  | Тяжёлый вес              |                             | Мик Паркин         |               | поб.          |               | Лукаш Бржеский        |               | Нокаут (удары руками в голову)                   | 1     | 3:23  | Марк Годдард    |
| Бой 1  | Жен. минимальный вес     |                             | Шона Бэннон        |               | поб.          |               | Аличе Арделян         | д             | Раздельное решение (28–29, 29–28, 30–27)         | 3     | 5:00  | Майк Белтран    |

Официальные судейские карточки турнира.

## Награды
Следующие бойцы были удостоены денежного бонуса:
- Лучший бой вечера: не присуждался
- Выступление вечера ($200`000): Пэдди Пимблетт
- Выступление вечера ($100`000): Том Аспиналл и Мик Паркин